# جون شلوتر
جون شلوتر (بالدنماركية: Johan Schlüter)‏ هو محامي دنماركي، ولد في 18 يونيو 1944.